# 2009년 퀸즐랜드 기름 유출 사고

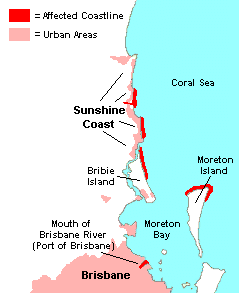
유출 지역

2009 퀸즐랜드 기름 유출 사고는 2009년 3월 10일 오스트레일리아 퀸즐랜드주 인근의 남동쪽 해상에서 일어난 기름 유출 사고로서 230톤의 기름과 30톤의 선박유, 31개의 컨테이너가 해상으로 유출돼 질산 암모늄 630톤 정도가 산호해로 유출한 사건이다. 모레톤 만 북쪽에 해당하는 곳으로 여러 선박이 피해를 입어 유출 사고가 더욱 심화되기도 했다. 60km가 넘는 해안선을 따라 선샤인 코스트가 큰 영향을 받았으며 복구 작업이 한창이다.
선박은 모레톤 만을 가로질러 가던 중 브리즈번 항에 닻을 내리고 있었으며 그동안 얇은 유막이 브리즈번 강 하구까지 이르렀다.
주 정부는 위기 상황을 선포했으며 퀸즐랜드 주 최악의 환경 재앙으로 기록되어 주 전체의 관광 사업에 타격이 우려되고 있다.

## 원인
MV Pacific Adventurer라는 이름의 배가 뉴캐슬(호주)에서 출발해 모레톤 만으로 가고 있었다. 이미 사이클론 하미시가 퀸즐랜드 해안에 영향을 끼치고 있었지만 이에 대해 선원들의 조치가 있어야 했다. 그러나 준비가 덜 된 상태였고 기상 상태가 계속 불안했음에도 선장은 브리즈번 항 쪽으로 선회하고 있었다. 강풍과 높은 파고에 갑판의 컨테이너가 밀려나고 여러 화학 물질이 해상으로 떨어지면서 기름 유출이 가속화됐다.
선박회사 스위르 사는 최초로 20톤이 유출했다고 발표했다. 그러나 후에 30톤이 됐고 다시 100톤으로 정정 발표했다. 그런데 유출량이 230톤까지 늘어났으며 현재 250톤 정도가 유출한 것으로 알려지고 있다.
퀸즐랜드 주는 현 상황에 대해 20톤 유출로 집계했으나 부정확하다는 여론이 빗발쳤고 다시 사실 확인에 착수하게 됐다. 다이버들이 선박을 확인하고 기름 유출의 위치를 찾는 과정에서 선유실에 구멍이 두 군데 있는 것으로 확인됐다. 하나는 배 안의 배수관 밑이었고 다른 것은 배 밑바닥 쪽에 있었다.

## 방제
사건이 일어나자 퀸즐랜드 주지사인 안나 블라이는 2개 일대의 섬과 선샤인 코스트를 재난 구역으로 지정했다. 방제작업으로 매일 10만 호주 달러가 필요한데 기름 유출만 일주일 정도 더 지속될 것으로 보여 문제가 심각한 상황이다. 여러 연구 기관이 중유를 찾아 이들 물질을 분석해 처리법을 모색하고 있다. 언론에서는 질산암묘늄이 중유와 결합해 더 큰 화학 물질로 뭉쳐 있는 것 같다고 보도했다. 화학 물질 간에 반응이 일어나지 않고 계속해서 뭉쳐 있거나 유막이 널리 퍼지게 되면 조류를 비롯한 해양 생태계의 엄청난 파괴로 이어질 수 있다.
88명의 방제팀이 파견돼 방제 작업이 시작됐고 다른 58명도 수일내 재파견될 것으로 보인다.